# Harrington Park
Harrington Park é um distrito localizado no estado americano de Nova Jérsei, no Condado de Bergen.

## Demografia
Segundo o censo americano de 2000, a sua população era de 4740 habitantes.
Em 2006, foi estimada uma população de 4916, um aumento de 176 (3.7%).

## Geografia
De acordo com o United States Census Bureau tem uma área de
5,4 km², dos quais 4,8 km² cobertos por terra e 0,6 km² cobertos por água.

## Localidades na vizinhança
O diagrama seguinte representa as localidades num raio de 4 km ao redor de Harrington Park.